# Everglow (singolo)
Everglow è un singolo del gruppo musicale britannico Coldplay, pubblicato l'11 novembre 2016 come quinto estratto dal settimo album in studio A Head Full of Dreams.

## Descrizione
Il brano ha visto la partecipazione vocale dell'attrice Gwyneth Paltrow, che all'epoca era sposata con Chris Martin nonostante la loro separazione fosse stata annunciata nel 2014.

## Video musicale
Il video, diretto da Ben Mor, è stato reso disponibile il 9 dicembre 2016 attraverso il canale YouTube del gruppo.

## Tracce
1. Everglow (Edit) – 3:47
2. Everglow – 5:01

## Formazione
Gruppo
- Chris Martin – voce, pianoforte, arrangiamento
- Jonny Buckland – chitarra, arrangiamento
- Guy Berryman – basso, arrangiamento
- Will Champion – batteria, voce, arrangiamento

Altri musicisti
- Rik Simpson – voce e strumentazione aggiuntiva
- Stargate – strumentazione aggiuntiva, arrangiamento
- Nico Berryman, Jonah Buckland, Violet Buckland, Blue Ivy Carter, Ava Champion, Juno Champion, Marianna Champion, Rex Champion, Aubrey Costall, Harvey Costall, Brian Eno, Elise Eriksen, Hege Fossum Eriksen, Selma Eriksen, Jacob Green, Sophia Green, Daniel Grollo, Finn Grollo, Kat Grollo, Mathilda Grollo, Max Harvey, Rafi Harvey, Idil Hermansen, Isak Hermansen, Alison Martin, Apple Martin, Moses Martin – coro
- Gwyneth Paltrow – voce

Produzione
- Stargate – produzione
- Rik Simpson – produzione, missaggio
- Daniel Green – co-produzione, ingegneria del suono aggiuntiva
- Bill Rahko – ingegneria del suono
- Tom Bailey – ingegneria del suono aggiuntiva
- Robin Baynton – ingegneria del suono aggiuntiva
- Jaime Sickora – ingegneria del suono aggiuntiva
- Aleks Von Korff – ingegneria del suono aggiuntiva
- Laurence Anslow, Fiona Cruickshank, Nicolas Essig, Olga Fitzroy, Jeff Gartenbaum, Christian Green, Pablo Hernandez, Phil Joly, Miguel Lara, Matt McGinn, Chris Owens, Roxy Pope, John Prestage, Kyle Stevens, Derrick Stockwell, Matt Tuggle, Ryan Walsh, Will Wetzel – assistenza tecnica
- Emily Lazar – mastering

## Classifiche
| Classifica (2015-24) | Posizione massima |
| -------------------- | ----------------- |
| Austria              | 44                |
| Belgio (Fiandre)     | 37                |
| Belgio (Vallonia)    | 52                |
| Francia              | 28                |
| Germania             | 42                |
| Irlanda              | 55                |
| Italia               | 35                |
| Paesi Bassi          | 25                |
| Singapore            | 25                |
| Spagna               | 23                |
| Stati Uniti          | 106               |
| Svezia               | 60                |
| Svizzera             | 16                |
| Ungheria             | 21                |